# 直木政之介

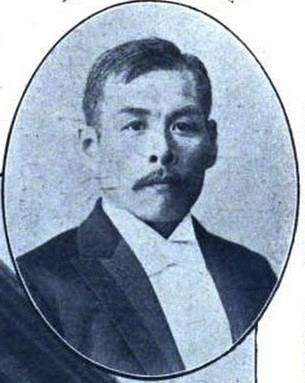
直木政之介

直木 政之介（なおき まさのすけ、1851年2月14日（嘉永4年1月14日） - 1938年（昭和13年）12月2日）は、日本の実業家。日本燐寸製造㈱を創業。兵庫県会議員、神戸商業会議所議員等を歴任し神戸商業の発展に尽くした。

## 生涯
1851年（嘉永4年）、現在の兵庫県神戸市兵庫区出在家町にて木材及び薪炭問屋を営んでいた神田庄次郎家に誕生、由太郎と命名。1866年（慶応2年）兵庫鍛冶屋町にて代々米穀の大仲買をしていた直木家の養子となり、政之介と改名。1870年（明治3年）の米価大暴落により養家倒産の不幸に見舞われるも奮闘努力のなか1877年（明治10年）西南戦争にて米需要が起きたことを契機に再起する。その年に妻孝子と結婚し長女隆子が生まれる。1887年（明治20年）、官制の改革を転機に荒田町に直木燐寸製造所を建築、マッチ事業を始める。同業者に先んじて商標をつくったマッチが評判を呼び人気を博す。事業はますます膨張し、1907年（明治40年）に三井物産合名會社に交渉し、同社の賛助を得て本多義和、森安三郎等と合同し日本燐寸製造株式会社という会社組織に再編させて中国、インド、東南アジア、アメリカ等諸外国にマッチを輸出し、その販売額は本邦輸出額の4分の1強を占めた。

## 役職
- 1882年（明治15年） 神戸湊川町会議員
- 1885年（明治18年） 神戸湊東部共有地総代
- 1886年（明治19年） 神戸区会議員
- 1888年（明治21年） 兵庫県会議員
- 1889年（明治22年） 神戸市会議員
- 1900年（明治33年） 兵庫県燐寸同業組合評議委員
- 1907年（明治40年） 日本燐寸製造㈱社長
- 1908年（明治41年） ㈱第16銀行取締役
- 1912年（大正元年） 湊川土地㈱社長
- 1913年（大正2年）　日本赤十字社兵庫支部商議員
- 1915年（大正4年）  明治神宮奉賛会評議員
- 1917年（大正6年）  神戸商業会議所議員
- 1923年（大正12年） 兵庫県救済協会評議員
- 1924年（大正13年）大日本武徳会兵庫支部常議員
- 1924年（大正13年） 明治神宮奉賛会評議員

## 余栄・賞典
- 1869年（明治2年）　英国皇太子より賞與を拝受する。
- 1883年（明治16年） 兵庫県知事より木盃を受ける。
- 1889年（明治22年） 兵庫県知事より賞状及び木盃を受ける。
- 1890年（明治23年） 神戸報國義會創立に関し久邇宮朝彦親王より賞典を受ける。
- 1890年（明治23年）第3回内国勧業博覧会に燐寸出品し褒状拝受する。
- 1891年（明治24年）兵庫県より「露国皇太子殿下奉送迎委員」に任ぜられる。
- 1895年（明治28年）第4回内国勧業博覧会に燐寸出品し有功二等賞を拝受する。
- 1900年（明治33年） 神戸市水道事業尽力により三ツ組銀杯一組を受ける。
- 1900年（明治33年）湊川尋常小学校より賞状及び木盃を受ける。
- 1903年（明治34年）明治天皇大観艦式行幸の際、実業奨励の発言を受ける。
- 1905年（明治36年）第5回内国勧業博覧会に燐寸出品し名誉銀盃を拝受する。
- 1905年（明治36年）聖路易万国博覧会に燐寸出品し大賞杯を拝受する。
- 1904年（明治37年） 日本赤十字社寄附により有功章を拝受する。
- 1909年（明治42年） 勲六等瑞宝章を受ける。
- 1915年（大正4年）大正天皇御即位御盛典に際し神戸賜饌場にて饗宴を受ける。
- 1919年（大正8年） 明治神宮外苑経営事業参加有功章を受ける。
- 1921年（大正10年） 恩賜財団済生会献納により紺綬褒章を受ける。
- 1922年（大正11年）神戸市教育事業尽力に依り神戸市長より銀製洋盃を受ける。
- 1926年（大正15年） 明治神宮外苑経営事業参加有功章を受ける。

## 親族
- 養子：直木倫太郎
- 直木憲一
- 直木由太郎
- 直木孝次郎
- 谷口武一郎